# Wołodymyr Rohowski
Wołodymyr Hryhorowycz Rohowski (ukr. Володимир Григорович Роговський, rus. Владимир Григорьевич Роговский, Władimir Grigorjewicz Rogowski; ur. 21 lutego 1954 w Chersoniu, zm. 10 marca 2022 tamże) – ukraiński piłkarz, grający na pozycji napastnika.
Zginął 10 marca 2022 podczas rosyjskiej inwazji na Ukrainę w zajętym przez siły rosyjskie Chersoniu.

## Kariera piłkarska

### Kariera klubowa
Wychowanek klubu Naftowyk Chersoń. W 1972 rozpoczął karierę piłkarską w klubie Łokomotyw Chersoń. Potem dwa lata służył w wojskowej drużynie Zwiezda Tyraspol. W 1982 przeszedł do Szachtara Donieck, w której występował przez 9 lat. W końcu 1982 przez konflikt z głównym trenerem Wiktorem Nosowym powrócił do Krystału Chersoń, w którym zakończył karierę zawodową.

### Kariera reprezentacyjna
W 1975 debiutował w młodzieżowej reprezentacji ZSRR, zdobywając 2 bramki. Również rozegrał 2 mecze w drugiej reprezentacji ZSRR.

## Kariera zawodowa
Po zakończeniu kariery zawodniczej pracował na stanowisku dyrektora wydziału wychowania fizycznego w Instytucie Ekonomiki i Prawa w Chersoniu.

## Sukcesy i odznaczenia

### Sukcesy klubowe
- wicemistrz ZSRR: 1975, 1979
- brązowy medalista Mistrzostw ZSRR: 1978
- zdobywca Pucharu ZSRR: 1980

### Sukcesy indywidualne
- wybrany do listy 33 najlepszych piłkarzy ZSRR: 1979 (Nr 3)
- wybrany na najlepszego debiutanta sezonu (laureat magazynu "Smiena"): 1975

### Odznaczenia
- nagrodzony tytułem Mistrza Sportu ZSRR: 1975